# هاري كيهو
هاري كيهو (بالإنجليزية: Harry Kehoe)‏ هو لاعب قذف أيرلندي، ولد في 7 نوفمبر 1990 في Clonroche ‏ في جمهورية أيرلندا.